# اس‌اس دوانها
اس‌اس دوانها (به انگلیسی: SS Devanha) یک کشتی است که طول آن 470ft 0in می‌باشد. این کشتی در سال ۱۹۳۱ ساخته شد.